# (32947) 1995 YH2
1995 YH2 (asteroide 32947) é um asteroide da cintura principal. Possui uma excentricidade de 0.04109910 e uma inclinação de 10.15599º.
Este asteroide foi descoberto no dia 23 de dezembro de 1995 por Dennis di Cicco em Sudbury.